# Alfred William Alcock

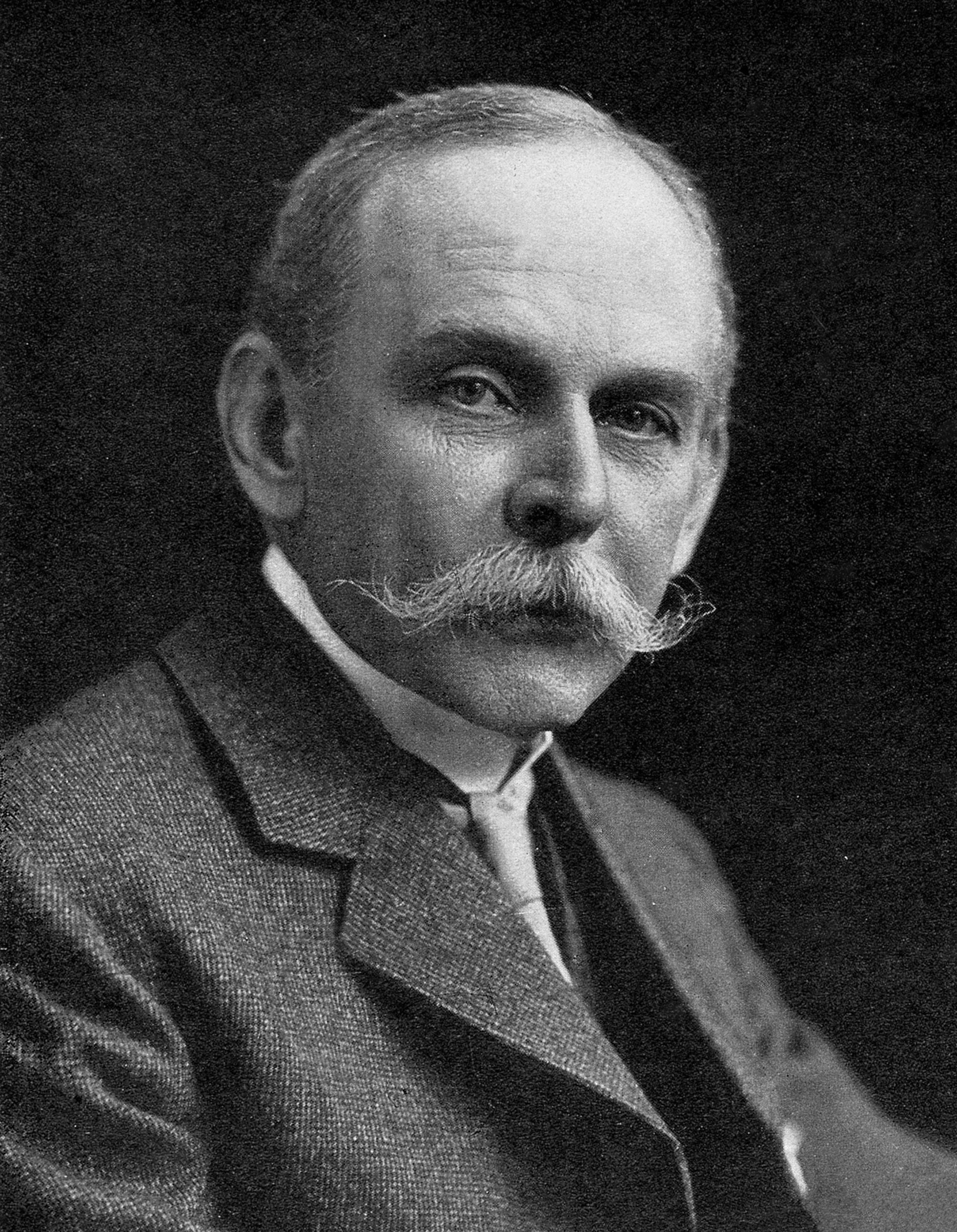
Alfred William Alcock

Alfred William Alcock, CIE  (* 23. Juni 1859 in Bombay; † 24. März 1933 in Belvedere, Kent) war ein britischer Naturforscher und Krebstierforscher. Er war der Sohn des Kapitäns John Alcock, der seinen Ruhestand in Blackheath verbrachte. Seine Mutter war eine Tochter von Christopher Puddicombe.

## Leben und Laufbahn
Alcock besuchte die Mill Hill School in London, die Blackheath Proprietary School und die Westminster School. Als sein Vater 1876 den Schulbesuch aufgrund finanzieller Verluste nicht mehr fördern konnte, wurde er aus der Schule genommen und nach Indien in den Bezirk Wayanad geschickt. Dort kam er bei Verwandten unter, die eine Kaffee-Plantage betrieben. Im Alter von 17 verbrachte er seine Freizeit oft in den Urwäldern von Malabar. Als das Geschäft mit Kaffee in dem Gebiet zusammenbrach, ging Alfred nach Kalkutta, um dort einen Bürojob anzunehmen. Nach der Schließung des Büros ging er von 1878 bis 1880 nach Purulia, um dort als Anwerber für Lastenträger für die Teegärten von Assam zu arbeiten. Dort machte er Bekanntschaft mit Duncan Cameron, der ihm das Buch Physiology Primer von Michael Foster schenkte. In dieses Buch schrieb Alcock persönliche Notizen und autobiographische Gedanken. Daraus geht hervor, dass dieses Buch seine Liebe zur Naturwissenschaft erweckte, also den Ursprung seiner Laufbahn darstellte.
In Purulia lernte er ebenso J. J. Wood kennen, der damals als Beauftragter für Hygiene dort war. Wood forderte ihn zum Studium der Botanik, der Naturgeschichte und der Chemie auf. Während dieser Zeit grub Alcock sogar Gräber aus, um den menschlichen Körper und Knochen studieren zu können. Außerdem las er bedeutende Werke, auch von Charles Darwin. Danach war er fest entschlossen, eine wissenschaftliche Laufbahn einzuschlagen und zu promovieren.
1880 nahm er eine Stelle als Assistenzleiter in einer europäischen Jungenschule in Darjeeling an. Hier vertraute Wood seinen Sohn der Pflegschaft Alcocks an. 1881 kam Alcocks ältere Schwester mit ihrem Ehemann, einem ausgezeichneten Funktionär des Indischen Staatsdienstes, nach Indien. Zu der Zeit konnte Alcock nach Hause reisen, um dort seine medizinische Ausbildung beginnen zu können. Im Oktober 1881 schrieb er sich in das „Marischal College“ der University of Aberdeen ein. Das erste Jahr in Henry Alleyne Nicholson Kurs über Naturgeschichte schloss er mit Auszeichnung ab. Obwohl noch nicht vollständig ausgebildet, diente er als Krankenhauschirurg im „Aberdeen-Royal-Krankenhaus“. 1885 schloss er sein Studium mit Ehrung ab und trat in den Indischen Gesundheitsdienst ein.
1886 kehrte Alcock nach Indien zurück und diente an der Nordwestgrenze mit Sikh und Punjab Regimenten. In Baluchistan hatte er mit einem Biss der Gemeinen Sandrasselotter zu kämpfen. 1888 wurde ihm die Stelle als Chirurg und Naturforscher in der indischen Marineaufklärung angeboten. Er nahm an und kam auf das Aufklärungsschiff „Investigator“, wo er bis 1892 blieb. Dort studierte er die Tierwelt des Meeres und veröffentlichte viele Schriften, zusammen mit James Wood-Mason und anderen. Auch schrieb er A Naturalist in Indian Seas, der heute als Klassiker der Naturforschung betrachtet wird.
1892 schied er aus dem Dienst aus und wurde Beauftragter für Hygiene im östlichen Bengal. 1893 reiste Wood-Mason nach Hause und Alcock war einverstanden, seine Stelle während seiner Abwesenheit einzunehmen. Wood-Mason starb auf der Heimreise nach England und Alcock wurde zum Leiter des Indischen Museums ernannt. 1895/96 war er auf der Grenzkommission in Pamis und schrieb die Naturhistorischen Ergebnisse seiner Expedition auf. Im Indischen Museum arbeitete Alcock daran, die Sammlung der Reptilien, Fische und Wirbellosen zu ergänzen. Von Sir George King, dem Präsidenten der Treuhänder, erfuhr Alcock nur geringe Unterstützung. Lord Curzon entschied die Sammlung des Indischen Museums als Denkmal für Queen Victoria 1903 auszustellen und Alcock erhielt die Anweisung, die Sammlung der Fische aufzugeben. Alcock wehrte sich gegen die Treuhänder. Daraufhin wurde die Sammlung behalten, aber die Bibliothek wurde aufgegeben. Nach dieser Erfahrung gab Alcock seine Stelle auf und reiste 1906 nach England zurück, wo er darauf hinwies, wie „unausführbar die Stelle als Leiter des Museums“ sei. Weiterhin schrieb er, dass die Zoologie eine Sparte sei, die so bedeutend für die menschlichen Interessen ist, wichtig für Bereiche wie Bildung, Landwirtschaft, Tierheilkunde und der allgemeinen Volksgesundheit. Er schlug die Einführung einer Indischen Zoologischen Aufsichtsbehörde ein vor, mit einem Museum und Labors, verwaltet von Zoologen, handelnd aus wissenschaftlichem Interesse.
Ihm wurde angeboten, Reformen durchzuführen und er sollte seine alte Stelle wiederaufnehmen, sofern er seinen Austritt zurückziehe, jedoch lehnte Alcock ab und ging nach London, wo der Bekanntschaft mit Patrick Masons machte, der er schon als Student kannte. Er arbeitete dann an der „School of Tropical Medicine“.
1897 hatte er Margaret Forbes Cornwall von Aberdeen geheiratet. 1901 wurde er zum Mitglied der Royal Society gewählt. 1907 erhielt er die Barclay Medaille von der „Asiatic Society of Bengal“.

## Leistungen
Alcock war vor allem ein Systematiker und beschrieb zahlreiche Arten. Er arbeitete an verschiedenen Bereichen über die Biologie und Physiologie der Fische, deren Vorkommen, Evolution und Verhalten. Außerdem forschte er noch über Zehnfußkrebse und Tiefseekorallen.  Seine "Illustrations of the Zoology of the R.I.M.S. ' Investigator,' ", eine Reihe mit Zeichnungen Indischer Künstler werden als außergewöhnlich schön und genau angesehen.  Zusätzlich verfasste Alcock seine Arbeiten in einem hohen, viktorianischen Schreibstil, was auf eine gute Bildung und Erziehung zurückgeführt wird.
Folgende Arten tragen seinen Namen:
- Bathynemertes alcocki Laidlaw, 1906
- Sabellaria alcocki
- Pourtalesia alcocki Koehler, 1914
- Aristeus alcocki Ramadan, 1938
- Pasiphaea alcocki (Wood-Mason & Alcock, 1891).